# Calycellina asperipila
Calycellina asperipila är en svampart som först beskrevs av Svrcek, och fick sitt nu gällande namn av Baral 1989. Calycellina asperipila ingår i släktet Calycellina och familjen Hyaloscyphaceae.   Inga underarter finns listade i Catalogue of Life.